# Kissónerga
Kissónerga (grec moderne : Κισσόνεργα) est un village de Chypre de plus de 2 004 habitants.